# کوروکه

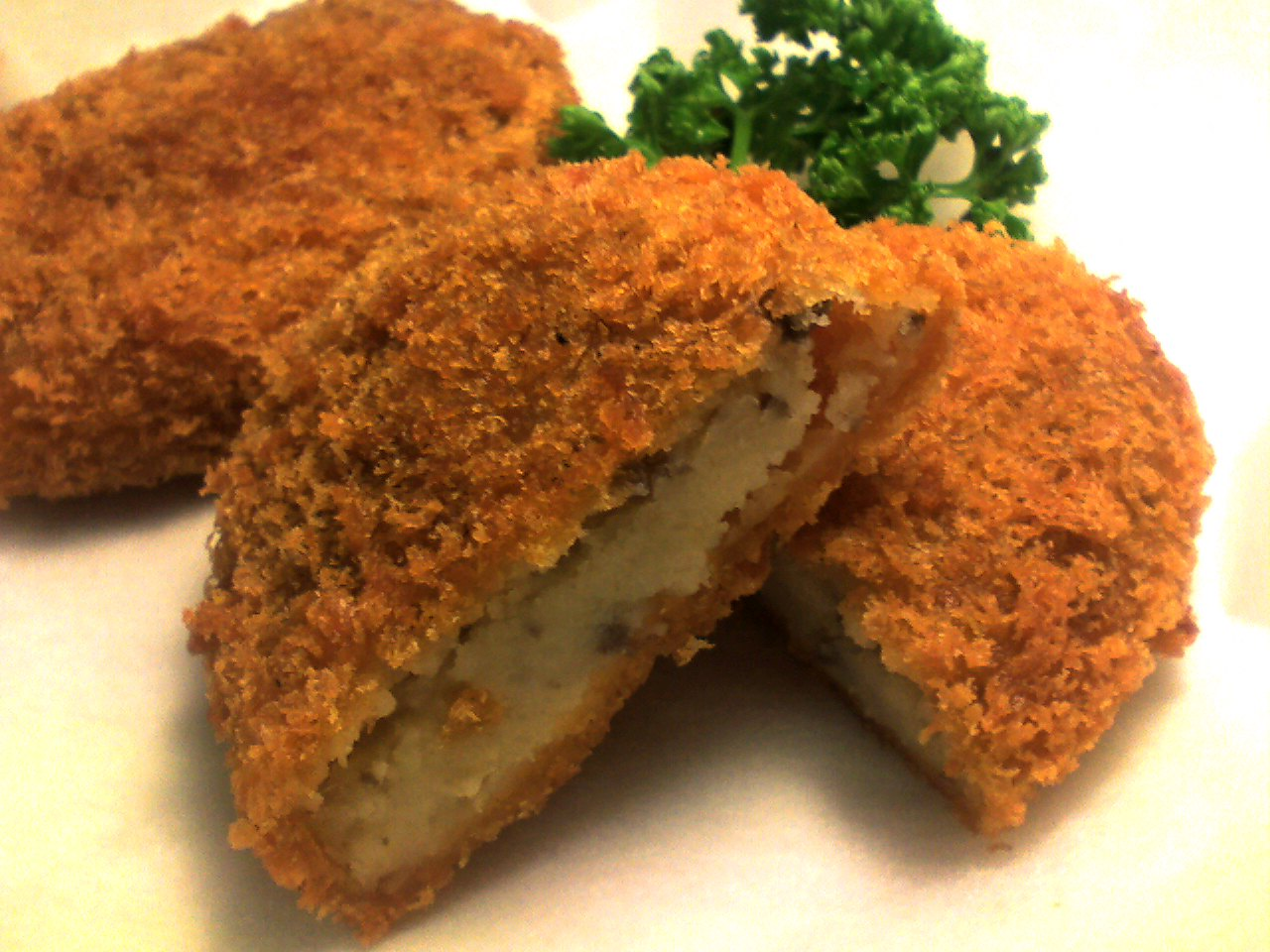
کوروکه

کوروکه (به ژاپنی: コロッケ Korokke) یکی از غذاهایی است که در آشپزی ژاپنی تهیه می‌شود. مادهٔ اصلی و هستهٔ آن به‌طور عمده از سیب زمینی له شده تشکیل یافته‌است که به صورت قالبی و گرد در می‌آید. سپس آن را در مایه‌ای از آرد و تخم مرغ فرو برده و لایهٔ خارجی آن با پودر نان پوشانده می‌شود و در آخر در درون روغن فراوان روغن‌پزی می‌شود.